# Oroux
Oroux település Franciaországban, Deux-Sèvres megyében. Lakosainak száma 102 fő (2022. január 1.). Oroux Aubigny, La Ferrière-en-Parthenay, Lhoumois, La Peyratte és Thénezay községekkel határos.

## Népesség
A település népességének változása:
| Lakosok száma | 109  | 102  | 99   | 95   | 93   | 91   | 95   | 98   | 102  |
|               | 2013 | 2015 | 2016 | 2017 | 2018 | 2019 | 2020 | 2021 | 2022 |